# Paccius angulatus
Paccius angulatus là một loài nhện trong họ Trachelidae.
Loài này thuộc chi Paccius. Paccius angulatus được Norman I. Platnick miêu tả năm 2000.